# Liste öffentlicher Kneipp-Anlagen im Landkreis Karlsruhe
In der Liste öffentlicher Kneipp-Anlagen im Landkreis Karlsruhe sind öffentliche Kneipp-Anlagen für Orte, die zum Landkreis Karlsruhe in Baden-Württemberg gehören, aufgeführt. Sie ist primär nach Orten sortiert, unabhängig davon, ob es sich um Ortsteile, Gemeinden oder Städte handelt. Kneipp-Anlagen können laut Kneipp-Bund in Form von Wassertretanlagen oder Armbecken vorliegen und unterliegen grundsätzlich nicht der Trinkwasserverordnung. Kneipp-Anlagen werden häufig künstlich angelegt. Daneben gibt es in den natürlichen Verlauf von Fließgewässern eingebettete Wassertretstellen. Kneippen ist eine Behandlungsmethode der Hydrotherapie, die auf der Grundlage von Sebastian Kneipp angewendet wird. Hierbei wird in kaltem Wasser auf der Stelle geschritten. In Armbecken werden die Arme bis zur Mitte der Oberarme ins kalte Wasser getaucht. Die Liste erhebt keinen Anspruch auf Vollständigkeit.

## Kneipp-Anlagen im Landkreis Karlsruhe
Derzeit sind im Landkreis Karlsruhe sieben öffentliche Kneipp-Anlagen erfasst (Stand: 8. Juni 2021):
| Bild             | Ort              | Beschreibung                                                                     | ↴ Zufluss / ↳ Abfluss          | Standort          |
| ---------------- | ---------------- | -------------------------------------------------------------------------------- | ------------------------------ | ----------------- |
| (weitere Bilder) | Mingolsheim      | 2008 neu errichtete Kneippanlage in Bad Schönborn-Mingolsheim am Haus des Gastes | ↴ Trinkwassernetz / ↳ Mühlbach | ⊙ Haus des Gastes |
|                  | Oberöwisheim     | Erstes von drei Kneippbecken am Kleinen Kraichbach vor dem Pfannwaldsee.         | ↴↳ Kleiner Kraichbach          | ⊙ Pfannwald       |
|                  | Oberöwisheim     | Zweites von drei Kneippbecken am Kleinen Kraichbach vor dem Pfannwaldsee.        | ↴↳ Kleiner Kraichbach          | ⊙ Pfannwald       |
|                  | Oberöwisheim     | Drittes von drei Kneippbecken am Kleinen Kraichbach vor dem Pfannwaldsee.        | ↴↳ Kleiner Kraichbach          | ⊙ Pfannwald       |
|                  | Reichenbach      | Kneipp-Anlage im Kurpark Waldbronn-Reichenbach.                                  | ↴↳ Hetzelbach                  | ⊙ Kurpark         |
|                  | Waldprechtsweier | Kneipp-Anlage bei Malsch-Waldprechtsweier                                        | Waldprechtsbach                | ⊙ Talstraße       |
|                  | Zaberfeld        | Kneipp-Anlage Zaberfeld                                                          | ↴↳ Zaber                       | ⊙ Rädleswiesen    |